# بيريلادا
بلدية بيريلادا (بالإسبانية: Perelada) هي بلدية تقع في مقاطعة جرندة التابعة لمنطقة كتالونيا شمال شرق إسبانيا.

## الديموغرافيا
بلغ عدد سكان بلدية بيريلادا 1.846 نسمة عام 2011 (وفقاً للمعهد الوطني الإسباني للإحصاء).
| 1.147 | 1.242 | 1.382 | 1.558 | 1.693 | 1.805 | 1.846 |

## أعلام
- ديفيد بيغاس